# Fort Oranje (Sint Eustatius)
Fort Oranje – XVII-wieczny fort w Oranjestad stolicy wyspy Sint Eustatius, należącej do Holandii i położonej na Karaibach.
16 listopada 1776 roku jedenaście dział z Fortu Oranje (położonego pośrodku zachodniego wybrzeża) oddało salut w odpowiedzi na pozdrowienie ze statku "Andrea Doria", handlowego brygu pływającego pod banderą amerykańskich kolonii, i w ten sposób Holandia jako pierwsze państwo świata niechcący uznała Stany Zjednoczone.